# Стьопіна Віта Іванівна
Віта Іванівна Стьопіна (21 лютого 1976, Запоріжжя) — українська легкоатлетка, яка спеціалізується на стрибках у висоту, призер Олімпійських ігор.
Віта Стьопіна мешкає у Миколаєві, тренувалася в універсистеті та в спортивному клубі Збройних Сил України.
Віта брала участь в трьох олімпіадах — в Атланті, Афінах та Пекіні. Бронзову олімпійську медаль вона виборола на афінській Олімпіаді. Її найкращий результат — 2 м 2 см. Перемагала та була призеркою на престижних міжнародних змаганнях.
Зараз тренується у Інги Бабакової.